# Poodytes caudatus
Poodytes caudatus är en fågelart i familjen gräsfåglar inom ordningen tättingar. Den betraktas oftast som underart till nyzeeländsk gräsfågel (Poodytes punctatus), men urskiljs sedan 2016 som egen art av Birdlife International och IUCN. Fågeln förekommer endast i Snaresöarna söder om Nya Zeeland. Den kategoriseras av IUCN som sårbar.